# Xot de Moheli
El xot de Moheli (Otus moheliensis) és una espècie d'ocell de la família dels estrígids (Strigidae). Habita les boscos de l'illa Mohéli, a les Comores. El seu estat de conservació es considera en perill d'extinció.